# جون هيك
جون هَروود هيك (بالإنجليزية: John Harwood Hick)، (20 يناير 1922 - 9 فبراير 2012)، أستاذ وثيولوجي وفيلسوف في الدين. قدم مساهمات في الثيولوجيا الدينية عن الكريستولوجيا والإسكاتولوجيا والثيوديسيا، وفي فلسفة الدين قدم مساهمات في إبستمولوجيا الدين والتعددية الدينية.

## حياته
ولد جون هيك 1922 في إنكلترا لعائلة من الطبقة الوسطى، واهتم بالفلسفة والدين منذ صغره حيث شجعه عمه الذي كان مؤلفا وأستاذا في جامعة مانشستر. درس للحصول على درجة حقوق في جامعة هل لكنه تحول للمسيحية الإنجيلية والتحق بجامعة إدنبرة في 1941.
وخلال دراسته استدعي ليقاتل بسبب الحرب العالمية الثانية، لكنه رفض القتال لأسباب أخلاقية وتطوع في وحدة إسعاف الأصدقاء (الكواكرز).
عاد إلى إدنبرة بعد الحرب وانجذب إلى فلسفة إيمانويل كانت، وبدأ يتسائل حول منهجه. أكمل في 1948 درجة ماجستير التي كونت أساس كتابه الإيمان والمعرفة. حصل بعدها على دكتوراة من جامعة أكسفورد في 1950 ودكتوراة إلاهيات في إدنبرة 1975.

### المهنة
من وظائفه الأكاديمية أستاذ دانفورث الفخري لفلسفة الدين في جامعة كليرمونت للخريجين في كاليفورنيا، وأستاذ الثيولوجيا الفخري في جامعة برمنجهام. ودرس في جامعتي كورنل وبرينستون، وكان نائب رئيس الجمعية البريطانية لفلسفة الدين ونائب رئيس الكونغرس العالمي للأديان.
قدم محاضرات جيفورد لسنة 1986-1987 وحصل على جائزة غرومير للدين.

## فلسفته
يفيد روبرت سمد بأن هيك يستشهد به كثيرا على أنه «أحد أهم، إن لم يكن ببساطة أهم، فيلسوف للدين في القرن العشرين». ويشتهر هيك خاصة بتأييده للتعددية الدينية والتي تختلف جذريا عن التعاليم المسيحية التقليدية التي اعتقدها في شبابه.
انتقد جون هيك بالأخص من الكادرينال جوزف رتسينغر عندما كان رئيس المكتب المقدس، فقد فحص أعمال عدة ثيولوجيين اتهموا بالنسبوية مثل جاك دوبوي وروجر هايت ووجد أن الكثير من الأعمال إن لم يكن كلها قد استوحي من فلسفة هيك. واعتبر إعلان دومينوس إيسوس في ذلك الوقت على أنه إدانة لأفكار هيك ونظرياته.

### تأثير كانت
بدأ هيك عمله كإنجيلي، ثم انتقل إلى التعددية كوسيلة للتوفيق بين حب الإله وبين حقيقة التنوع الحضاري والديني. تأثر أساسا في هذا الصدد بإيمانويل كانت، والذي قدم أدلة على أن العقول البشرية تعرقل الحقيقة الواقعية من أجل الفهم (انظر نظرية كانت للإدراك). وحسب ريتشارد بيترز فعند هيك «مفسر علاقة العقل البشري بالإله … يشبه كثيرا العلاقة التي افترض وجودها كانت بين العقل البشري والعالم».
لكن ليس من العدل القول بأن هيك كانتي مطلقا، حيث يلاحظ بيترز بأن «الحاجز بين العوالم النومينية والظاهرية (من ناحية الطبيعة) ليست شديدة جدا لهيك كما كانت لكانت».
ويعلن هيك بأن الكائن الإلهي هو ما يدعوه «فوق التصنيف»، فالبشر يتعاملون مع الإله بواسطة الأصناف، لكن الإله نفسه يصدهم بطبيعته.

### التعددية
يعتقد هيك بسبب تأثره بكانت بأن الاعتقادات الدينية المختلفة صيغت لحد كبير بالأصناف التي قدمتها الطبيعة. ويقدم أدلته ضد الحصرية المسيحية التي تقول بأن الأديان الأخرى قد تحوي بعض الحقيقة والخير لكن النجاة ممكنة فقط بشخص المسيح وأن الحقيقة الكاملة موجودة فقط في المسيحية. يقول روبرت سمد بان هيك يعتقد أن عقائد المسيحية «لم تعد صالحة في العصر الحالي، ويجب بالنتيجة تنزيلها». ويلاحظ مارك مان بأن هيك يقدم أدلته عن وجود أشخاص عبر التاريخ «كانوا أمثلة عن الحق».
ويرفض هيك حتى الفلسفة المسيحية غير الحصرية، فهو يشعر بأن آلهة العالم المختلفة كانت ببساطة طرقا مختلفة لرؤية الإله عبر تفكير محدد بالأصناف بسبب الحضارات.

## اعتقاداته الشخصية
في بداية حياته كان جون هيك مسيحيا إنجيليا أصوليا، ولكن إيمانه تغير مع الوقت. فبعد قراءة مكثفة لكتب أديان أخرى وجد أنها تحوي أشياء جيدة مثلما يوجد في الكتاب المقدس.
كتب جون هيك عن هذا التحول في كتاب للإله أسماء كثيرة سنة 1980 الذي يقول فيه: «كان لدي منذ أبكر وقت في حياتي أستطيع أن أتذكره شعورا قويا بحقيقة الله كرب شخصي محب للكون». ففكرة أن الإله محب وشخصي أخذت موضعا مهما في فرضيته للتعدد الديني.

### أثر الولادة
يقرر جون هيك أن معتقد الشخص يعود بدرجة كبيرة إلى مكان ولادته، ويطرح رأيه بأن الناس لا يمكن حسابهم بسبب ذلك، فقد يولد شخص في الهند لأسرة هندوسية وهذا يجعله على الأرجح هندوسيا يؤمن بأن الخلاص يكون بآلهة هندوسية متعددة، بينما من ولد في السعودية يصبح مؤمنا بدين الإسلام. فبما أن الدين يعتمد على الأرجح بمكان ولادة الشخص يرى هيك بأن هذا يهدم فكرة المسيحية الحصرية ويسأل: «هل يمكن أن نثق تماما بأن الولادة في مكان معين من العالم هي التي تقود إلى معرفة الدين الحق؟»
| جون هيك | هذا يؤكد بأن من ولد في الهند (لعائلة هندوسية) لن يكون فقط هندوسيا بل سيقتنع أيضا بالنظرة الهندوسية إلى العالم ويعتبر غيرها خاطئة، فببساطة لن يكون لديه طريقة أخرى للرؤية. | جون هيك |

يرفض جون هيك في كتابه أسطورة تجسد الإله عقيدة التجسد المسيحية. ورسالة الكتاب الأساسية أن «يسوع الناصرة التاريخي لم يعلم ولم يؤمن كما يظهر بأنه كان الإله أو الإله الابن أو الشخصية الثانية في الثالوث المقدس المتجسد أو أنه كان ابن الله بمعنى فريد به.» ويرفض جون هيك أيضا ألوهية يسوع:
| جون هيك | إن النقاشات الكريستولوجية (حول طبيعة المسيح) الحادة في القرون التي قادت إلى مجمع خلقيدونية وأيضا النقاشات الكريستولوجية التي تجددت في القرنين التاسع عشر والعشرين لم تفلح في جعل الدائرة مربعا بجعل هذا الادعاء مفهوما: ادعاء أن شخصا كان بلا شك بشرا حقا هو أيضا إلها حقا بلا شك. | جون هيك |

### الإسلام والمسيحية
في محاضرة ألقاها جون هيك في كلية الفلسفة الإيرانية بطهران سنة 2005 أكد جون هيك أن المسيحية والإسلام ديانتان تعتمدان على الوحي أي ديانتي كتاب، وقال «إن القرآن المقدس أوحي للنبي محمد صلى الله عليه وسلم، والكتاب المقدس أوحي عبر عدة كتاب، وأن الكتابين يعبران عن اللوح المحفوظ المشار إليه في القرآن.»
وأشار هيك إلى الاعتقاد الإسلامي التقليدي بأن القرآن أوحي بواسطة الملك جبريل إلى النبي، وأن التوراة والإنجيل أيضا من الوحي لكن نصوصها تحرفت في أماكن عدة تناقض القرآن، ومن ذلك ادعاء العهد الجديد موت يسوع على الصليب.
لكنه يتابع بأن «المسألة أعقد من ذلك، فكثيرا ما يقول علماء الثيولوجيا المسيحية بإن الوحي ليس في كتاب بل في شخص عيسى صلى الله عليه وسلم، بالرغم من أننا نعرف فقط عن يسوع من العهد الجديد وخاصة الأناجيل الأربعة.» ويشير إلى أنه عبر قرون كثيرة وحتى المائة سنة والخمسين الأخيرة تقريبا، افترض كل المسيحيين بأن الأناجيل سجلات موثوقة لحياة وتعاليم يسوع دونت مبكرا، لكن الدراسات الحديثة أدت إلى استنتاج متفق عليه عامة بأن أبكر إنجيل – إنجيل مرقس – قد كتب نحو 70 للميلاد، أي بعد أربعين سنة من عصر يسوع، وأن إنجيلي متى ولوقا كتبا في الثمانينات باستعمال إنجيل مرقس كمصدر رئيسي بالإضافة إلى مصدر مشترك آخر – مع وجود خلاف عليه – سمي ق، مع مصادر أخرى، وأن الدراسات تشير إلى أن إنجيل يوحنا كتب عند نهاية القرن الأول أي بعد نحو سبعين سنة من عصر المسيح. فلم يكتب أي إنجيل من شاهد عين، بل إنها تروي قصصه وأقواله التي رواها آخرون بشكل مطور في الجماعة المسيحية المبكرة، وأن الكتاب المختلفين صاغوا موادهم بطرق مختلفة مميزة حسب مصالحهم ووجهات نظرهم. فالنتيجة اليوم نقاشات غير حاسمة لا تنتهي وخلافات حول ما إذا كان قول أو فعل نسب للمسيح في الأناجيل موثوقا أو غير موثوق تاريخيا.
ويضيف أنه من وجهة النظر الأكاديمية المسيحية الحديثة فإن العهد الجديد يحوي في الواقع أقوالا وأفعالا يشك بها نسبت إلى المسيح، لكن السبب ليس لأن النص الأصلي كان معصوما عن الخطأ ثم تعرض للتحريف بل لأن الأناجيل بطبيعتها كتبت بعد جيلين أو ثلاثة من كتاب مختلفين عبر مدة 30 سنة وفي عهد لم تعرف فيه دقة تدوين السير. ونتيجة الدراسة التاريخية هذه تشبه في رأيه أسلوب مؤرخي الإسلام في التمييز بين المواد الموثوقة والأقل وثوقية عند دراستهم الدقيقة للأحاديث. لكن الاختلاف الرئيسي حسب هيك بأنه رغم اعتبار الكتاب والقرآن كتابين مقدسين توجد في المسيحية آراء متنوعة ونقاش حول النص الصحيح بينما لا يوجد شك حول النص القرآني في الإسلام بل يوجد النقاش وتنوع الآراء في التفسير.

### مشكلة الشر
بخصوص مشكلة الشر فقد قال هيك بأن كل الشر في النهاية يقود إلى خير أكبر. ويسمى هذا النوع من الثيوديسي بدفاع الخير الأكبر. ويرفض هيك النظرة المسيحية التقليدية عن سقوط آدم. فحسب هيك فالإله هو مصدر الألم وهو يرسله للبشر من أجل خلق خير أكبر، والذي لم يكن ممكنا إلا به. فالبشر في هذه الحياة في وادي صنع النفوس والشر يجعلهم أشخاصا أفضل. يعتقد هيك أيضا بأن الجميع سينجو في النهاية ولن يكون هناك جحيم.

## أعماله الرئيسية
ترجمت كتب جون هيك إلى 17 لغة، وكتب عنه وعن كتبه 20 كتابا بعدة لغات منها الصينية واليابانية والعربية. وله كذلك عدة محاضرات ومقالات.
مؤلفات هيك الرئيسية:
- Faith and Knowledge, (1st ed. 1957, 2nd ed. 1966)
- Evil and the God of Love, (reissued 2007)
- Death and the Eternal Life (1st ed. 1976)
- An Interpretation of Religion (reissued 2004)
- The Metaphor of God Incarnate (2nd ed. 2005)

## هامش
1. 1 2 3 4 5  Peters، Richard. "John Hick: Man of Many Mysticisms". Boston Collaborative Encyclopedia of Western Theology.
2. 1 2 3  Full name, year of birth and other biography: Gifford Lecture Series website. Retrieved on March 5 2008. نسخة محفوظة 07 أبريل 2014 على موقع واي باك مشين.
3. ↑  Faith and Knowledge
4. 1 2 3  Evangelical Dictionary of Theology. Ed. Walter A. Elwell. (Grand Rapids: Baker Academic, 2001.) 552.
5. ↑  "University of Birmingham". مؤرشف من الأصل في 2009-05-04. اطلع عليه بتاريخ 2008-02-25.
6. ↑  "Zondervan". مؤرشف من الأصل في 2020-05-18. اطلع عليه بتاريخ 2008-02-25.
7. 1 2  Smid، Robert (1998–1999). "John Harwood Hick". Boston Collaborative Encyclopedia of Western Theology. مؤرشف من الأصل في 2017-07-13. {{استشهاد بموسوعة}}: الوسيط غير المعروف |accessmonth= تم تجاهله يقترح استخدام |access-date= (مساعدة) والوسيط غير المعروف |سنة الوصول= تم تجاهله يقترح استخدام |date= (مساعدة)صيانة الاستشهاد: تنسيق التاريخ (link)
8. ↑  Mann، Mark (1996–1997). "John Hick: Mann's Quick Notes". Boston Collaborative Encyclopedia of Western Theology. مؤرشف من الأصل في 2017-07-13. {{استشهاد بموسوعة}}: الوسيط غير المعروف |accessmonth= تم تجاهله يقترح استخدام |access-date= (مساعدة) والوسيط غير المعروف |سنة الوصول= تم تجاهله يقترح استخدام |date= (مساعدة)صيانة الاستشهاد: تنسيق التاريخ (link)
9. ↑  Here the author uses "Real" in the sense of how Hick defined it: "the referent of the world['s] religion." See Smid, reference 2.
10. ↑  Believable Christianity: A lecture in the annual October series on Radical Christian Faith at Carrs Lane URC Church, Birmingham, October 5, 2006 نسخة محفوظة 18 أبريل 2017 على موقع واي باك مشين.
11. ↑  College of Letters, Arts and Social Sciences نسخة محفوظة 14 فبراير 2012 على موقع واي باك مشين.
12. 1 2 3  تعددية جون هيك نسخة محفوظة 28 ديسمبر 2014 على موقع واي باك مشين.
13. 1 2 3 4  محاضرة الإسلام والمسيحية نسخة محفوظة 25 ديسمبر 2017 على موقع واي باك مشين.
14. ↑  قيام يسوع نسخة محفوظة 04 مارس 2016 على موقع واي باك مشين.
15. ↑  Evil and the God of Love, pub. 1966, chapter XVII, section 2 - Theodicy versus Hell
16. ↑  كتب هيك نسخة محفوظة 21 سبتمبر 2017 على موقع واي باك مشين.
17. ↑  كتب عن جون هيك ومؤلفاته نسخة محفوظة 21 سبتمبر 2017 على موقع واي باك مشين.
18. ↑  موقع النيل والفرات نسخة محفوظة 04 يوليو 2017 على موقع واي باك مشين.
19. ↑  مقالات جون هيك نسخة محفوظة 21 سبتمبر 2017 على موقع واي باك مشين.
20. ↑  "John Hick -books out of print". مؤرشف من الأصل في 2017-09-21. اطلع عليه بتاريخ 2008-02-25.
21. ↑  "John Hick's books in print". مؤرشف من الأصل في 2017-09-21. اطلع عليه بتاريخ 2008-02-25.

## مواقع خارجية
- جون هيك على موقع الموسوعة البريطانية (الإنجليزية)
- جون هيك على موقع ميوزك برينز (الإنجليزية)

- موقعه الرسمي